# 法布里齐奥·扎尔迪尼
法布里齐奥·扎尔迪尼（義大利語：Fabrizio Zardini，1967年1月28日—2024年4月30日），意大利男子高山滑雪运动员。他曾代表意大利参加1992年、1998年、2002年和2006年冬季残疾人奥林匹克运动会高山滑雪比赛，获得一枚金牌和一枚铜牌。